# Liane von Billerbeck
Liane von Billerbeck (* 1957), aus dem Adelsgeschlecht Billerbeck, ist eine deutsche Journalistin, Autorin, Hörfunk- und Fernsehmoderatorin.

## Leben
Die Vorfahren der Familie von Billerbeck gehören zum niedersächsisch-pommerschen Uradel. Ihre Eltern waren der in der DDR lebende Redakteur Konrad von Billerbeck und seine Ehefrau Rose-Marie Baumert. Billerbeck, sie hat zwei Geschwister, wuchs in Ostberlin auf und studierte Journalistik in Leipzig. Ihre berufliche Karriere begann sie bei der DDR-Wochenzeitschrift Neue Berliner Illustrierte. 1989 arbeitete sie kurzzeitig beim DDR-Jugendprogramm DT64. Nach der Wende moderierte sie bei Rockradio B und Radio Brandenburg. Sie schrieb für Printmedien wie die taz, den Stern, Geo und den Spiegel und war Reporterin bei der Berliner Zeitung. Beim ORB-Fernsehen moderierte sie eine Politikmagazinsendung. Anschließend war sie als Politikredakteurin für die Die Zeit tätig, später als Autorin. Sie gehört zu den Moderatoren der Deutschlandradio-Sendung Studio 9 – Kultur und Politik am Morgen und ist Kolumnistin und Moderatorin bei WDR5. Seit 2014 moderiert von Billerbeck die jährlich im März stattfindende Veranstaltungsreihe Weimarer Reden im Deutschen Nationaltheater Weimar.
Das Sachbuch Der Sekten-Konzern. Scientology auf dem Vormarsch, das sie 1993 mit Frank Nordhausen veröffentlichte, wurde zu einem Klassiker des Ch. Links Verlags.

## Werke (Auswahl)
- mit Frank Nordhausen: Der Sekten-Konzern. Scientology auf dem Vormarsch. Ch. Links Verlag, Berlin 1993, ISBN 978-3-86153-051-0.
- mit Frank Nordhausen: Satanskinder. Ch. Links Verlag, Berlin 1995, ISBN 978-3-86153-076-3.
- Generation Ost. Ch. Links Verlag, Berlin 1999, ISBN 978-3-86153-194-4.

## Genealogie
- Walter von Hueck, Friedrich Wilhelm Euler: Genealogisches Handbuch der Adeligen Häuser. A (Uradel). 1973. Band XII, Band 55 der Gesamtreihe GHdA, Hrsg. Deutsches Adelsarchiv, C. A. Starke Verlag, Limburg (Lahn) 1973, ISSN 0435-2408, S. 56 f.